# Something ’bout the Kiss
Something 'bout the Kiss – trzynasty singel Namie Amuro. 
Wydano go 1 września 1999 w dwóch wersjach - CD 8cm oraz CD 12cm. Razem sprzedano 369 380 kopii singla (przez osiem tygodni). Namie Amuro śpiewa utwór You are the One w duecie z Imajin z amerykańskiej grupy R&B. W dwa miesiące po ukazaniu się singla na CD wydano go ponownie na płycie winylowej. Utwór Something 'bout the Kiss został wykorzystany w promowaniu kosmetyków firmy Kose przez Amuro.

## Lista utworów
CD 12cm
| 1. | Something 'bout the Kiss                         | 4:27  |
|    |                                                  |       |
| 2. | You are the One feat. Imajin                     | 5:33  |
|    |                                                  |       |
| 3. | Something 'bout the Kiss (The All Out Mix)       | 5:54  |
|    |                                                  |       |
| 4. | Something 'bout the Kiss (wersja instrumentalna) | 4:25  |
|    |                                                  |       |
|    |                                                  | 20:19 |
|    |                                                  |       |
CD 8cm
| 1. | Something 'bout the Kiss                         | 4:27  |
|    |                                                  |       |
| 2. | You are the One feat. Imajin                     | 5:33  |
|    |                                                  |       |
| 3. | Something 'bout the Kiss (wersja instrumentalna) | 4:25  |
|    |                                                  |       |
|    |                                                  | 14:25 |
|    |                                                  |       |

## Produkcja
- Producenci – Dallas Austin, Tetsuya Komuro
- Aranżacja – Dallas Austin, Tetsuya Komoro
- Miksowanie – Alvin Speights
- Remiksowanie - Dallas Austin
- Autorzy - Dallas Austin, Lysette Titi, Chan Hai, Tetsuya Komoro
- Chór - Imajin

## Oricon
| Diagram                                                    | Pozycja |
| ---------------------------------------------------------- | ------- |
| Dzienny diagram Oricon (w pierwszym dniu sprzedaży)        | -       |
| Tygodniowy diagram Oricon (w pierwszym tygodniu sprzedaży) | #3      |
| Miesięczny diagram Oricon (w pierwszym miesiącu sprzedaży) | #7      |
| Roczny diagram Oricon                                      | #87     |